# Листопадове повстання у Правобережній Україні (1830—1831)
Листопадове повстання 1830—1831 у Правобережній Україні — географічно обумовлений епізод польського повстання 1830—1831 рр.

## Початок повстання
17 листопада 1830 у Варшаві вибухнуло визвольне повстання поляків, які не змирилися зі знищенням їхньої державності у ході поділів Речі Посполитої. Це перше з двох повстань (друге відбулося у 1863-64 рр.) охопило територію Литви, Білорусі і Польщі, у ньому взяли участь майже всі прошарки мешканців. Царський намісник та його війська змушені були залишити територію, охоплену повстанням.
Повстанці тимчасово перемогли. Проте вони мали різні політичні переконання, не було єдності. Революційна частина їх, об'єднана навколо «Патріотичного товариства», виступала за продовження боротьби, з тим щоб здобути повну незалежність і провести соціальні реформи; консервативна — прагнула до угоди з царизмом при умові додержання ним конституції 1815 р. Незрілість тодішньої еліти зумовила переважання одного, здатного до самостійних дій стану суспільства — шляхти — у повстанні. 23 листопада 1830 р. ставленик шляхетсько-аристократичних верств генерал Юзеф Хлопіцький став головнокомандуючим повсталих військ, а 5 грудня оголосив себе диктатором і заборонив діяльність «Патріотичного товариства». Однак диктатура існувала недовго. Під тиском повстанців Хлопицький змушений був 5 січня 1831 р. піти у відставку. Відновилася діяльність «Патріотичного товариства».
У ці дні народився знаменитий лозунг литовсько-польських демократів, звернений до населення і правобережної України: «За нашу і вашу свободу!». 17 січня польський сейм утворив Національний уряд (Жонд Народовий), що висунув програму боротьби за відновлення Польщі в межах 1772 р. (тобто Польщі, до складу якої входила б і частина українських, литовські та білоруські землі). Керівники повстання зробили спробу поширити його за межі Польщі — на територію Литви, Білорусі і Правобережної України.

## На території України

Повстання 1831 року у Правобережній Україні. Дії корпусу Дверницького й партизанських загонів

За пропозицією члена уряду, голови «Патріотичного товариства» Йоахима Лелевеля сейм звернувся до населення Правобережжя з закликом взяти участь у повстанні. На Правобережжя було послано кавалерійський корпус під командуванням генерала Юзефа Дверницького. Тим часом на Київщині в лютому 1831 р. відбулася нарада польських поміщиків та шляхти, яка теж прийняла ухвалу про підготовку до збройного повстання і висловила побажання, щоб поміщики «дали селянам безумовну свободу». Хоч цей пункт на практиці не здійснювався, він свідчив про те, що найдалекоглядніші представники руху розуміли вирішальне значення для перемоги повстання участі в ньому селянства. Інші пункти ухвали зобов'язували поміщиків давати кошти на утримання повстанського війська, містили план організації повстання, пропаганди серед народних мас, встановлення зв'язку між повстанськими силами і Жондом Народовим тощо.
Відсутність єдиного керівництва негативно позначилася на організації сил для боротьби. Тому 10 березня 1831 р. на нараді шляхти Київщини і Поділля у с. Михайлівка Вінницького повіту було вирішено обрати шляхтича В. Тишкевича головним керівником повстання, виробити реальний план спільних дій та негайно розпочати формування військових загонів. Але поміщики все ж побоювалися залучати до цих загонів селян, щоб вони не повернули зброї проти своїх гнобителів.
Важливе значення для координації повстання на Поділлі й Київщині мала нарада, що відбулася 19 березня в с. Глинянка Брацлавського повіту. В цей час уже стало відомо про рух корпусу Дверницького на Волинь. Тому учасники наради вирішили, що повстання повинно розпочатися насамперед у південних повітах Поділля, розташованих між Південним Бугом і Дністром. Головнокомандувачем повстанським військом обрали відставного генерала Б. Колишка, який ще в 1794 р. брав участь у повстанні під проводом литовсько-польського генерала Тадеуша Костюшка, що здобув славу воєначальника у США, воюючи за незалежність цієї держави у 1775—1783 рр.

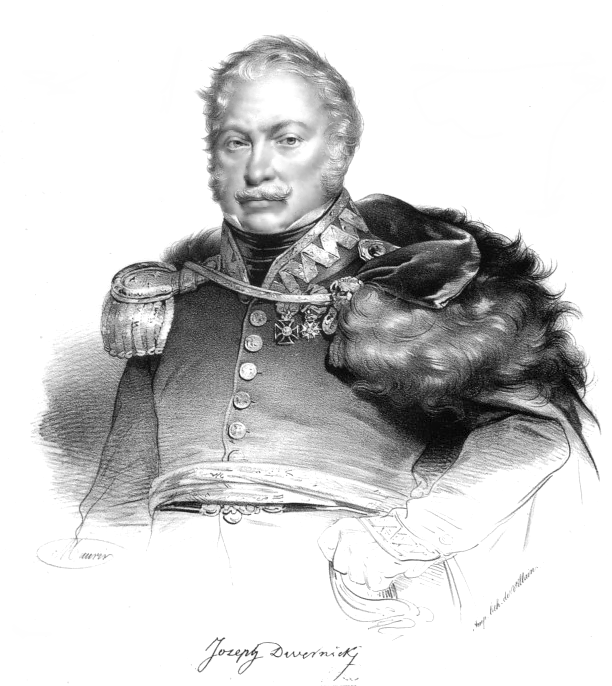
Юзеф Дверницький

Тим часом корпус Дверницького 2 квітня вступив до містечка Дружкопіль, де передбачалося підписання конфедеративного акта, що мало сприяти розгортанню повстання на Волині. Однак конфедерацію утворити не вдалося. До корпусу приєдналося лише кілька дрібних шляхетських загонів. Він змушений був вести тяжкі бої з царськими військами і під Боремлем (Волинь) зазнав значних втрат.
Зрозумівши, що сили повстанців на Волині слабкі й нездатні подати допомогу корпусові, Дверницький вирішив пробиватися на Поділля, але переважаючі сили російського війська перешкодили йому здійснити цей намір. 15 квітня корпус перейшов через кордон у Східну Галичину, де його роззброїли австрійські власті.
Незважаючи на невдачі корпусу Дверницького, на Волині 10 квітня ватажки кількох загонів урочисто ухвалили рішення продовжувати боротьбу, створити свою військову та цивільну владу. 19 квітня повстанці захопили Ковель. Російський уряд надіслав військові сили, яким вдалося розгромити повстанців і зайняти Ковель. Частина повстанців відступила в Східну Галичину, а кілька сотень, прорвавши заслони російських військ, переправилися через Західний Буг і 29 травня пробилися до фортеці Замостя. На початку травня зазнав поразки повстанський загін в Овруцькому повіті. Лише в Луцькому повіті деякий час ще діяв загін під керівництвом графа Станіслава Ворцеля — згодом відомого польського революціонера й соціаліста-утопіста. Однак і цей загін під тиском царських військ мусив відступити до Польщі.
У середині квітня 1831 р. вибухнуло повстання в Ольгопільському та Ушицькому повітах Поділля. Збірним пунктом повстанців стало с. Красносілки Гайсинського повіту, розташоване над Південним Бугом, куди з Гайсинського, Ушицького, Балтського, Ямпільського та інших повітів зібралося близько 1200 чоловік, переважно дрібної польської шляхти. 25 квітня 1831 р. розпочалося повстання шляхти в Таращанському, Радомишльському, Махнівському, Липовецькому й Уманському повітах Київської губернії.
Однак масового повстання на Правобережжі шляхті підняти не вдалося: українське селянство сприймало цю боротьбу як чужу для себе «панську справу», що не могла принести йому визволення від кріпацтва.
У кінці квітня 1831 р. військо генерала Колишка зібралося в містечку Гранів, куди підходили нові підкріплення. Повстанці мали вже понад 3 тис. озброєних воїнів.
Готуючись до боїв з російськими військами, генерал Колишко вирішив перенести свій військовий табір до містечка Дашів, що знаходилося на межі Поділля й Київщини. 2 травня повстанське військо вирушило з Трапова. У той же день під містечком Дашів і селом Городок Гайсинського повіту відбулася 5-годинна битва, в якій повстанці зазнали поразки. Останній їхній виступ під керівництвом К. Ружицького стався в Житомирському повіті 17 травня — 12 червня 1831 р. Російські каральні війська швидко придушили й це повстання.
У повстанні у Правобережній Україні взяло участь 5627 чоловік, у тому числі дворян (шляхта, поміщики) — 4017 (74 %) і селян — 1273 (23,4 %).
Розрізнені повстання, що відбулися на Волині, Поділлі й Київщині з початку квітня до середини червня 1831 р., закінчилися поразкою. 29 серпня 1831 р. російські війська зайняли Варшаву і придушили повстання в самій Польщі.
Незважаючи на політичні невдачі й цілковиту поразку, повстання 1830—1831 рр. активізувало діяльність прогресивних сил, сприяло дальшому розвитку суспільно-політичного руху в Польщі, Україні, Білорусі та Литві, виникненню нових таємних товариств і зростанню прагнення патріотів цих країн до самовизначення їх як націй та до створення своїх держав.